# Tracie Ruiz
Tracie Lehuanani Ruiz-Conforto (Honolulu, 4 de febrero de 1963) es una deportista estadounidense que compitió en natación sincronizada.
Participó en dos Juegos Olímpicos de Verano en los años 1984 y 1988, obteniendo tres medallas, dos oros en Los Ángeles 1984 y plata en Seúl 1988. Ganó tres medallas en el Campeonato Mundial de Natación de 1982.

## Palmarés internacional
| Juegos Olímpicos   | Juegos Olímpicos             | Juegos Olímpicos | Juegos Olímpicos |
| Año                | Lugar                        | Medalla          | Prueba           |
| ------------------ | ---------------------------- | ---------------- | ---------------- |
| 1984               | Los Ángeles (Estados Unidos) | Medalla de oro   | Solo             |
| 1984               | Los Ángeles (Estados Unidos) | Medalla de oro   | Dúo              |
| 1988               | Seúl (Corea del Sur)         | Medalla de plata | Solo             |
| Campeonato Mundial |                              |                  |                  |
| Año                | Lugar                        | Medalla          | Prueba           |
| 1982               | Guayaquil (Ecuador)          | Medalla de oro   | Solo             |
| 1982               | Guayaquil (Ecuador)          | Medalla de plata | Dúo              |
| 1982               | Guayaquil (Ecuador)          | Medalla de plata | Equipo           |